# Cyrille Dumaine
Pour les articles homonymes, voir Dumaine.
Cyrille Dumaine, né le 8 juillet 1897 à Saint-Hugues et mort le 11 octobre 1946 à Ottawa, est un notaire et homme politique canadien-français. Il a été député libéral de Bagot à la Chambre des communes du Canada de 1930 à 1935 et député de Bagot à l'Assemblée législative du Québec de 1935 à 1937 et de 1939 à 1946.  Il exerce la fonction d’Orateur de l'Assemblée législative du Québec de 1942 à 1945.

## Biographie

### Famille et études
Fils de cultivateur, il fait ses études à l'école de Saint-Hugues, au séminaire de Saint-Hyacinthe et à l'université de Montréal. Il est admis à la pratique du notariat en 1924. Le 14 juillet 1925, il épouse dans sa paroisse natale Alice Lafontaine, fille d'Émery Lafontaine, cultivateur, et de Joséphine Deslauriers.

### Politique
Élu sans opposition député libéral à la Chambre des communes du Canada dans la circonscription fédérale de Bagot à l'élection partielle du 27 janvier 1930. Réélu à l'élection générale de 1930, il ne se représente pas en 1935.
Élu député libéral à l'Assemblée législative dans la circonscription de Bagot lors de l'élection générale québécoise de 1935, puis réélu en 1936. Cette élection fut annulée le 30 décembre 1937 à la suite d’une contestation d’élection par le candidat adverse de l'Union nationale. Il est défait à l'élection partielle du 16 février 1938. Il est élu à l'élection générale de 1939 et à celle de 1944. Il est Orateur suppléant du 12 mai 1942 au 23 février 1943 puis Orateur de l'Assemblée législative du 23 février 1943 au 7 février 1945.

### Implications sociales
Membre de l'Association du notariat du district de Saint-Hyacinthe. Membre des Chevaliers de Colomb, du Club de réforme de Montréal et du Club de réforme de Québec, du Club de la garnison et du Club maskoutain de Saint-Hyacinthe.
Il est mort en fonction à Ottawa, le 11 octobre 1946, à l'âge de 49 ans. Il est inhumé dans le cimetière de Saint-Éphrem-d'Upton, le 14 octobre 1946.